# Administrator des Northern Territory

Wappen des Northern Territory

Der Administrator ist ein Beamter, der vom Generalgouverneur von Australien ernannt wird, um die Krone im Recht des Northern Territory zu vertreten.

## Geschichte und Aufgaben
Das Amt wurde nach der Loslösung aus den Gebieten von North Australia und Central Australia „wieder“ geschaffen und ist gemäß § 32 Gesetz über die Selbstverwaltung des nördlichen Territoriums von 1978 Teil der am 1. Juli 1978 geschaffenen Selbstverwaltung des Territoriums. Streng genommen wird die Ernennung eines Administratoren durch den Generalgouverneur auf Anraten der australischen Regierung vorgenommen und nicht auf Anraten der Regierung des Northern Territory. Minister haben jedoch beschrieben, dass das Verfahren auf „Anraten der Regierungen Australiens und des Northern Territory“ beruht.
Anders als der Gouverneur eines australischen Bundesstaates ist der Administrator nicht der direkte Vertreter des Königs im Territorium, sondern wird vom Vertreter des Königs in Australien, dem Generalgouverneur, ernannt, um das Territorium gemäß dem Gesetz zu verwalten. In der Praxis erfüllt der Administrator jedoch eine ähnliche verfassungsmäßige Rolle wie ein Gouverneur eines Bundesstaates.
Der Administrator ernennt nach jeder Wahl offiziell den Chief Minister des Northern Territory und die Mitglieder des Kabinetts. Von wenigen Ausnahmen abgesehen sind sie gesetzlich dazu verpflichtet, den Empfehlungen des Kabinetts zu folgen. Der Administrator erteilt allen von der Northern Territory Legislative Assembly  verabschiedeten Gesetzentwürfen die königliche Zustimmung. Obwohl der Generalgouverneur (de facto die Regierung des Commonwealth of Australia) das Recht hat, jedes territoriale Gesetzesvorhaben zu blockieren, wird dieses Recht in der Praxis fast nie ausgeübt. 1997 wurde das Amt des stellvertretenden Verwalters geschaffen. 2014 verlieh der Generalgouverneur amtierenden, künftigen und noch lebenden ehemaligen Administratoren den Titel „The Honourable“ auf Lebenszeit und folgte damit dem Beispiel der Generalgouverneure und Gouverneure von New South Wales bei der Verleihung des Titels.
Der derzeitige Administrator ist Hugh Heggie.

## Liste der Administratoren (seit 1931)

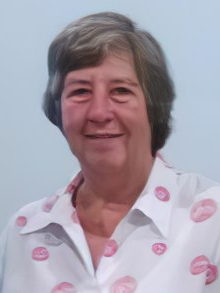
The Hon. Sally Thomas war zwischen 2011 und 2014 als erste Frau Administratorin des Northern Territory.

| Nr. | Administrator             | Namenszusatz | Beginn der Amtszeit | Ende der Amtszeit |
| --- | ------------------------- | ------------ | ------------------- | ----------------- |
| 1   | Robert Weddell            |              | 12. Juni 1931       | 29. März 1937     |
| 2   | The Hon. Aubrey Abbot     |              | 29. März 1937       | 1. Juli 1946      |
| 3   | Arthur Driver             | BEM          | 1. Juli 1946        | 1. Juli 1951      |
| 4   | The Hon. Frank Wise       |              | 1. Juli 1951        | 1. Juli 1956      |
| 5   | James Archer              | OBE          | 1. Juli 1956        | 1. April 1961     |
| 6   | Roger Nott                | CBE          | 1. April 1961       | 1. Oktober 1964   |
| 7   | Roger Dean                | CBE          | 1. Oktober 1964     | 4. März 1970      |
| 8   | The Hon. Fred Chaney      | CBE AFC      | 4. März 1970        | 10. Dezember 1973 |
| 9   | Jock Nelson               |              | 10. Dezember 1973   | 12. November 1975 |
| 10  | John England              | CMG          | 1. Juni 1978        | 1. Januar 1981    |
| 11  | Commodore Eric Johnston   | AO OBE RAN   | 1. Januar 1981      | 1. Juli 1989      |
| 12  | The Hon. James Muirhead   | AC QC        | 1. Juli 1989        | 1. März 1993      |
| 13  | The Hon. Austin Asche     | AC QC        | 1. März 1993        | 17. Februar 1997  |
| 14  | The Hon. Neil Conn        | AO           | 17. Februar 1997    | 28. November 2000 |
| 15  | The Hon. John Anictomatis | AO           | 28. November 2000   | 30. Oktober 2003  |
| 16  | The Hon. Ted Egan         | AO           | 31. Oktober 2003    | 31. Oktober 2007  |
| 17  | The Hon. Tom Pauling      | AO QC        | 31. Oktober 2007    | 31. Oktober 2011  |
| 18  | The Hon. Sally Thomas     | AC           | 31. Oktober 2011    | 10. November 2014 |
| 19  | The Hon. John Hardy       | AO           | 10. November 2014   | 30. Oktober 2017  |
| 20  | The Hon. Vicki O’Halloran | AO, CVO      | 31. Oktober 2017    | 30. Januar 2023   |
| 21  | The Hon. Hugh Heggie      | AO, PSM      | 2. Februar 2023     | Amtierend         |